# Herb Szczytna
Herb Szczytna – jeden z symboli miasta Szczytno w postaci herbu.

## Wygląd i symbolika
Herb przedstawia na białej tarczy czerwonego skaczącego jelenia w (heraldyczne) lewo. Z prawej strony tarczy trzy zielone świerki.

## Historia
Do 1530 Szczytno nie miało statusu prawnego, było po prostu osiedlem przy zamku, a w 1530 administracja nowo powstałego Księstwa Pruskiego uznała, że jest wsią. Od 1549 otrzymało nowe przywileje (m.in. warzenia piwa) i starało się o prawa miejskie. Po wieloletnich protestach Pasymia i po zobowiązaniu się do produkcji 32 tys. litrów obłożonego akcyzą piwa rocznie, Szczytno uzyskało 23 marca 1616 miano das Städtlein, czyli tworu pośredniego między wsią a miastem. Od tego momentu miało własne sądownictwo i pieczęć, lecz bez prawa do targów i samorządu.
Nie chcąc projektować nowego herbu, postanowiono przejąć go od miasta, które swój herb zmieniło i przestało posługiwać się poprzednim. Ponieważ w 1669 książę Fryderyk Wilhelm pruski postanowił, że nowy herb Ełku ma przedstawiać rzymskiego bożka Janusa, więc wybór Szczytna padł na poprzedni stary herb Ełku, który pochodził z czasów króla Zygmunta Starego, a przedstawiał jelenia, wybiegającego spośród drzew.